# White Cloud (Michigan)
White Cloud is een plaats (city) in de Amerikaanse staat Michigan, en valt bestuurlijk gezien onder Newaygo County.

## Demografie
Bij de volkstelling in 2000 werd het aantal inwoners vastgesteld op 1420.
In 2006 is het aantal inwoners door het United States Census Bureau geschat op eveneens 1420.

## Geografie
Volgens het United States Census Bureau beslaat de plaats een oppervlakte van
5,2 km², waarvan 5,0 km² land en 0,2 km² water. White Cloud ligt op ongeveer 267 m boven zeeniveau.

## Plaatsen in de nabije omgeving
De onderstaande figuur toont nabijgelegen plaatsen in een straal van 28 km rond White Cloud.